# Słona lukrecja

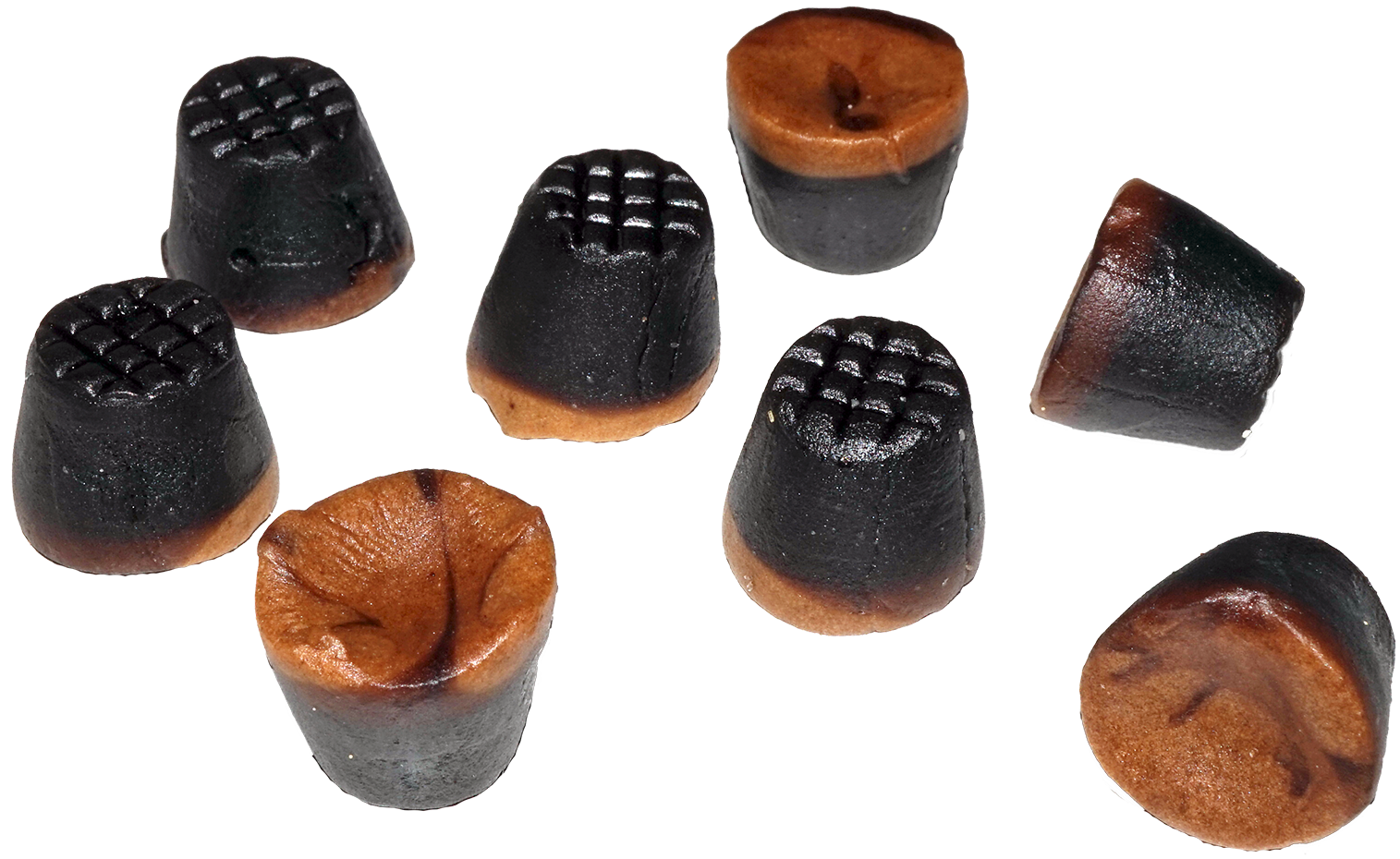
Słona lukrecja

Słona lukrecja (salmiak, fiń. salmiakki) – odmiana lukrecji z dodatkiem chlorku amonu, popularna w Finlandii, krajach skandynawskich, Holandii, krajach bałtyckich i północnych Niemczech. Chlorek amonu nadaje lukrecji cierpkiego, słonego smaku i powoduje wrażenie opisywane jako utrata czucia na języku lub niemal piekące uczucie. Smak słonej lukrecji jest zbyt intensywny i nieprzyjemny dla wielu osób nieprzyzwyczajonych do chlorku amonu.
Cukierki ze słonej lukrecji (tzw. turecki pieprz) są niemal zawsze czarne lub bardzo ciemnobrązowe, mogą mieć zarówno miękką, jak i twardą lub kruchą konsystencję. Zdarzają się także słodycze białe lub w odcieniach szarości. Jako barwnika słonej lukrecji używa się zazwyczaj węgla drzewnego (E153). Słona lukrecja jest stosowana jako składnik innych produktów, takich jak lody lub napoje alkoholowe.